# Primera División B Nacional 2023 (Paraguay)
El Campeonato Nacional B 2023 fue el torneo de la Primera División B Nacional del fútbol paraguayo organizado por la Unión del Fútbol del Interior (UFI).
El campeón Club 12 de Junio disputó partidos de ida y vuelta contra el subcampeón de la Primera B Metropolina Cristóbal Colón JAS por un cupo de ascenso a la División Intermedia, el cual fue obtenido por el Club 12 de Junio.

## Equipos participantes

### Localización
La mayoría de los equipos son de los departamentos de Alto Paraná e Itapúa. Otros son de Caaguazú y Canindeyú. Mientras que el resto son de San Pedro y Presidente Hayes.
| Distrito capital/Departamento    | Cantidad | Equipos |
| -------------------------------- | -------- | --- |
| Departamento de Alto Paraná      | 9        | Cerro Porteño PF, Ciudad Nueva, Minga Guazú, Obreros Unidos, Paraná FC, Patriotas FC, R.I.3 Corrales, Gremio Sol del Este. |
| Departamento de Itapúa           | 3        | Guaraní (Fram), Guaraní FBC (Trinidad), Itapuense.                                                                         |
| Departamento de Caaguazú         | 2        | Caaguazú, Ovetense FC. |
| Departamento de Canindeyú        | 2        | Nacional SDG, Salto del Guairá.                                                                                            |
| Departamento de Presidente Hayes | 1        | 12 de Junio |
| Departamento de San Pedro        | 1        | Choré Central |

### Información de equipos
Listado de los equipos que disputaron este torneo. El número de equipos participantes para esta temporada fue de 18:
| Equipo                 | Ciudad            | Estadio            | Capacidad | Fundación                |
| 12 de Junio            | Villa Hayes       | Facundo de León    | 5.000     | 12 de junio de 1936      |
| Caaguazú               | Caaguazú          | Federico Llamosas  | 7.000     | 16 de septiembre de 2008 |
| Cerro Porteño PF       | Presidente Franco | Felipe Giménez     | 5.000     | 12 de agosto de 1967     |
| Choré Central          | Choré             | Asteria Mendoza    | 4.000     | 19 de enero de 1965      |
| Ciudad Nueva           | Ciudad del Este   |                    |           |                          |
| Gremio Sol del Este    | Ciudad del Este   | Km 12 Monday       | 3.000     | 26 de enero del 2009     |
| Guaraní (Fram)         | Fram              | Carlos Memmel      | 6.000     | 27 de noviembre de 1949  |
| Guaraní FBC (Trinidad) | Trinidad          | Los Fundadores     | 2.000     | 12 de octubre de 1960    |
| Itapuense              | Encarnación       | Villa Alegre       | 16.000    | 19 de marzo de 2019      |
| Minga Guazú            | Minga Guazú       | Pa'i Coronel       | 1.300     | 6 de julio de 1968       |
| Nacional SDG           | Salto del Guairá  | Ary Arthur Méndez  | 2.000     | 2 de febrero de 1975     |
| Obreros Unidos         | Hernandarias      | Pioneros de Itaipú | 2.000     | 20 de junio de 1985      |
| Ovetense FC            | Coronel Oviedo    | Ovetenses Unidos   | 10.000    | 5 de noviembre de 2015   |
| Paraná FC              | Ciudad del Este   |                    |           |                          |
| Patriotas FC           | Hernandarias      | Próceres de Mayo   | 3.000     | 6 de febrero de 2021     |
| R.I.3 Corrales         | Ciudad del Este   | R.I. 3 Corrales    | 3.000     | 29 de septiembre de 1980 |
| Salto del Guairá       | Salto del Guairá  | Emigdio Vallejos   | 2.000     | 5 de julio de 1964       |
| San Alfonso            | Minga Guazú       |                    |           |                          |
| ---------------------- | ----------------- | ------------------ | --------- | ------------------------ |

## Primera fase
Se dividieron en 3 grupos de 6 clubes. Clasificaron los 2 mejores de cada grupo y los 2 mejores terceros.

### Grupo A
| Pos. | Equipo              | Pts. | PJ | G | E | P | GF | GC | Dif. |  |
| ---- | ------------------- | ---- | -- | - | - | - | -- | -- | ---- |  |
| 1    | Deportivo Itapuense | 25   | 10 | 8 | 1 | 1 | 16 | 4  | +12  |  |
| 2    | Salto del Guairá    | 20   | 10 | 6 | 2 | 2 | 14 | 5  | +9   |  |
| 3    | Deportivo Caaguazú  | 17   | 10 | 5 | 2 | 3 | 14 | 10 | +4   |  |
| 4    | Obreros Unidos      | 13   | 10 | 3 | 4 | 3 | 10 | 9  | +1   |  |
| 5    | Paraná FC           | 5    | 10 | 1 | 2 | 7 | 10 | 30 | −20  |  |
| 6    | San Alfonso         | 4    | 10 | 1 | 1 | 8 | 16 | 22 | −6   |  |

Actualizado a los partidos jugados el 3 de septiembre de 2023.
 Fuente: APF
| SF | Clasificados a Segunda Fase |

| Resultados          | Resultados | Resultados          | Resultados        | Resultados      | Resultados | Resultados |
| Equipo 1            | Resultado  | Equipo 2            | Estadio           | Día             | Hora       |            |
| ------------------- | ---------- | ------------------- | ----------------- | --------------- | ---------- | ---------- |
| Salto del Guairá    | 6 - 0      | Paraná FC           | Salto del Guairá  | 16 de julio     | 15:00      |            |
| Deportivo Itapuense | 1 - 1      | Obreros Unidos      | Villa Alegre      | 16 de julio     | 15:00      |            |
| San Alfonso         | 2 - 4      | Deportivo Caaguazú  | María Auxiliadora | 16 de julio     | 15:00      |            |
| San Alfonso         | 2 - 3      | Salto del Guairá    | María Auxiliadora | 23 de julio     | 15:00      |            |
| Paraná FC           | 2 - 2      | Obreros Unidos      | Km 12 Monday      | 23 de julio     | 15:00      |            |
| Deportivo Caaguazú  | 1 - 0      | Deportivo Itapuense | Federico Llamosas | 23 de julio     | 15:00      |            |
| Deportivo Itapuense | 3 - 0      | Paraná FC           | 22 de Setiembre   | 26 de julio     | 15:00      |            |
| Salto del Guairá    | 0 - 0      | Deportivo Caaguazú  | Emigdio Vallejos  | 26 de julio     | 15:00      |            |
| Obreros Unidos      | 1 - 0      | San Alfonso         | Obreros Unidos    | 26 de julio     | 15:00      |            |
| Obreros Unidos      | 0 - 1      | Salto del Guairá    | Obreros Unidos    | 30 de julio     | 15:00      |            |
| Deportivo Itapuense | 1 - 0      | San Alfonso         | Villa Alegre      | 30 de julio     | 15:00      |            |
| Paraná FC           | 1 - 2      | Deportivo Caaguazú  | Felipe Giménez    | 30 de julio     | 15:00      |            |
| Salto del Guairá    | 0 - 1      | Deportivo Itapuense | Emigdio Vallejos  | 6 de agosto     | 14:45      |            |
| San Alfonso         | 4 - 4      | Paraná FC           | María Auxiliadora | 6 de agosto     | 14:45      |            |
| Deportivo Caaguazú  | 1 - 2      | Obreros Unidos      | Federico Llamosas | 6 de agosto     | 14:45      |            |
| Deportivo Caaguazú  | 2 - 1      | San Alfonso         | Federico Llamosas | 13 de agosto    | 14:30      |            |
| Paraná FC           | 1 - 2      | Salto del Guairá    | Felipe Giménez    | 13 de agosto    | 14:30      |            |
| Obreros Unidos      | 0 - 2      | Deportivo Itapuense | Obreros Unidos    | 13 de agosto    | 14:30      |            |
| Obreros Unidos      | 4 - 0      | Paraná FC           | Obreros Unidos    | 16 de agosto    | 14:45      |            |
| Salto del Guairá    | 1 - 0      | San Alfonso         | Emigdio Vallejos  | 16 de agosto    | 14:45      |            |
| Deportivo Itapuense | 3 - 1      | Deportivo Caaguazú  | 22 de Setiembre   | 16 de agosto    | 14:45      |            |
| San Alfonso         | 2 - 0      | Obreros Unidos      | Pa'i Coronel      | 19 de agosto    | 14:45      |            |
| Paraná FC           | 0 - 2      | Deportivo Itapuense | Felipe Giménez    | 20 de agosto    | 14:45      |            |
| Deportivo Caaguazú  | 0 - 1      | Salto del Guairá    | Federico Llamosas | 20 de agosto    | 14:45      |            |
| Deportivo Caaguazú  | 3 - 0      | Paraná FC           | Federico Llamosas | 27 de agosto    | 14:45      |            |
| San Alfonso         | 1 - 2      | Deportivo Itapuense | Pa'i Coronel      | 27 de agosto    | 14:45      |            |
| Salto del Guairá    | 0 - 0      | Obreros Unidos      | Emigdio Vallejos  | 27 de agosto    | 14:45      |            |
| Paraná FC           | 4 - 2      | San Alfonso         | Felipe Giménez    | 3 de septiembre | 14:45      |            |
| Obreros Unidos      | 0 - 0      | Deportivo Caaguazú  | Obreros Unidos    | 3 de septiembre | 14:45      |            |
| Deportivo Itapuense | 1 - 0      | Salto del Guairá    | Villa Alegre      | 3 de septiembre | 14:45      |            |

Obs: San Alfonso venció en su duelo a Itapuense por 3-1 pero perdió una protesta que lo dio como resultado a favor de 1-0 de Itapuense.

### Grupo B
| Pos. | Equipo                            | Pts. | PJ | G | E | P | GF | GC | Dif. |  |
| ---- | --------------------------------- | ---- | -- | - | - | - | -- | -- | ---- |  |
| 1    | Patriotas FC                      | 25   | 10 | 8 | 1 | 1 | 29 | 6  | +23  |  |
| 2    | Ovetense                          | 19   | 10 | 5 | 4 | 1 | 15 | 9  | +6   |  |
| 3    | Nacional (Salto del Guairá)       | 18   | 10 | 5 | 3 | 2 | 17 | 7  | +10  |  |
| 4    | R.I. 3 Corrales                   | 15   | 10 | 4 | 3 | 3 | 13 | 8  | +5   |  |
| 5    | Cerro Porteño (Presidente Franco) | 5    | 10 | 1 | 2 | 7 | 7  | 27 | −20  |  |
| 6    | Guaraní (Trinidad)                | 1    | 10 | 0 | 1 | 9 | 2  | 26 | −24  |  |

Actualizado a los partidos jugados el 3 de septiembre de 2023.
 Fuente: APF
| SF | Clasificados a Segunda Fase |

| MT | Clasificado como mejor tercero |

| Resultados                  | Resultados | Resultados                  | Resultados          | Resultados      | Resultados | Resultados |
| Equipo 1                    | Resultado  | Equipo 2                    | Estadio             | Día             | Hora       |            |
| --------------------------- | ---------- | --------------------------- | ------------------- | --------------- | ---------- | ---------- |
| Ovetense                    | 0 - 0      | Patriotas FC                | José Decoud         | 16 de julio     | 15:00      |            |
| Cerro Porteño PF            | 1 - 3      | Nacional (Salto del Guairá) | Felipe Giménez      | 16 de julio     | 15:00      |            |
| R.I. 3 Corrales             | 2 - 0      | Guaraní (Trinidad)          | R.I. 3 Corrales     | 16 de julio     | 15:00      |            |
| Guaraní (Trinidad)          | 0 - 3      | Ovetense                    | Los Fundadores      | 22 de julio     | 15:00      |            |
| Nacional (Salto del Guairá) | 0 - 1      | Patriotas FC                | Club Nacional       | 23 de julio     | 15:00      |            |
| R.I. 3 Corrales             | 3 - 0      | Cerro Porteño PF            | R.I. 3 Corrales     | 23 de julio     | 15:00      |            |
| Patriotas FC                | 1 - 2      | R.I. 3 Corrales             | Complejo Patriotas  | 26 de julio     | 15:00      |            |
| Cerro Porteño PF            | 3 - 2      | Guaraní (Trinidad)          | Felipe Giménez      | 26 de julio     | 15:00      |            |
| Ovetense                    | 1 - 1      | Nacional (Salto del Guairá) | José Decoud         | 26 de julio     | 15:00      |            |
| Nacional (Salto del Guairá) | 0 - 0      | R.I. 3 Corrales             | Club Nacional       | 30 de julio     | 15:00      |            |
| Guaraní (Trinidad)          | 0 - 1      | Patriotas FC                | Los Fundadores      | 30 de julio     | 15:00      |            |
| Ovetense                    | 3 - 1      | Cerro Porteño PF            | Club Coronel Oviedo | 30 de julio     | 15:00      |            |
| R.I. 3 Corrales             | 1 - 1      | Ovetense                    | R.I. 3 Corrales     | 6 de agosto     | 14:45      |            |
| Nacional (Salto del Guairá) | 3 - 0      | Guaraní (Trinidad)          | Club Nacional       | 6 de agosto     | 14:45      |            |
| Patriotas FC                | 4 - 2      | Cerro Porteño PF            | Complejo Patriotas  | 6 de agosto     | 14:45      |            |
| Patriotas FC                | 4 - 1      | Ovetense                    | Complejo Patriotas  | 13 de agosto    | 14:30      |            |
| Guaraní (Trinidad)          | 0 - 3      | R.I. 3 Corrales             | Los Fundadores      | 13 de agosto    | 14:30      |            |
| Nacional (Salto del Guairá) | 3 - 0      | Cerro Porteño PF            | Ary Arthur          | 13 de agosto    | 14:30      |            |
| Patriotas FC                | 3 - 0      | Nacional (Salto del Guairá) | Complejo Patriotas  | 16 de agosto    | 14:45      |            |
| Cerro Porteño PF            | 0 - 0      | R.I. 3 Corrales             | Felipe Giménez      | 16 de agosto    | 14:45      |            |
| Ovetense                    | 1 - 0      | Guaraní (Trinidad)          | Club Coronel Oviedo | 16 de agosto    | 14:45      |            |
| Guaraní (Trinidad)          | 0 - 0      | Cerro Porteño PF            | Los Fundadores      | 20 de agosto    | 14:45      |            |
| Nacional (Salto del Guairá) | 1 - 1      | Ovetense                    | Ary Arthur          | 20 de agosto    | 14:45      |            |
| R.I. 3 Corrales             | 1 - 2      | Patriotas FC                | R.I. 3 Corrales     | 20 de agosto    | 14:45      |            |
| Patriotas FC                | 5 - 0      | Guaraní (Trinidad)          | Complejo Patriotas  | 26 de agosto    | 14:45      |            |
| R.I. 3 Corrales             | 0 - 1      | Nacional (Salto del Guairá) | R.I. 3 Corrales     | 27 de agosto    | 14:45      |            |
| Cerro Porteño PF            | 0 - 1      | Ovetense                    | Felipe Giménez      | 27 de agosto    | 14:45      |            |
| Cerro Porteño PF            | 0 - 8      | Patriotas FC                | Felipe Giménez      | 2 de septiembre | 14:45      |            |
| Guaraní (Trinidad)          | 0 - 5      | Nacional (Salto del Guairá) | Los Fundadores      | 3 de septiembre | 14:45      |            |
| Ovetense                    | 3 - 1      | R.I. 3 Corrales             | Ovetenses Unidos    | 3 de septiembre | 14:45      |            |

### Grupo C
| Pos. | Equipo                 | Pts. | PJ | G | E | P  | GF | GC | Dif. |  |
| ---- | ---------------------- | ---- | -- | - | - | -- | -- | -- | ---- |  |
| 1    | 12 de Junio            | 21   | 10 | 7 | 0 | 3  | 12 | 9  | +3   |  |
| 2    | Guaraní (Colonia Fram) | 19   | 10 | 6 | 1 | 3  | 22 | 15 | +7   |  |
| 3    | Sol del Este           | 18   | 10 | 5 | 3 | 2  | 18 | 10 | +8   |  |
| 4    | Deportivo Minga Guazú  | 15   | 10 | 4 | 3 | 3  | 16 | 9  | +7   |  |
| 5    | Ciudad Nueva           | 12   | 10 | 3 | 3 | 4  | 13 | 15 | −2   |  |
| 6    | Choré Central          | 0    | 10 | 0 | 0 | 10 | 4  | 24 | −20  |  |

Actualizado a los partidos jugados el 3 de septiembre de 2023.
 Fuente: APF
| SF | Clasificados a Segunda Fase |

| MT | Clasificado como mejor tercero |

| Resultados            | Resultados | Resultados            | Resultados        | Resultados      | Resultados | Resultados |
| Equipo 1              | Resultado  | Equipo 2              | Estadio           | Día             | Hora       |            |
| --------------------- | ---------- | --------------------- | ----------------- | --------------- | ---------- | ---------- |
| Guaraní (Fram)        | 2 - 1      | Deportivo Minga Guazú | Don Carlos Memmel | 15 de julio     | 15:00      |            |
| Choré Central         | 0 - 2      | Ciudad Nueva          | Atanacio Villagra | 16 de julio     | 10:00      |            |
| 12 de Junio           | 2 - 1      | Sol del Este          | Facundo Deleón    | 16 de julio     | 15:00      |            |
| Choré Central         | 1 - 5      | Guaraní (Fram)        | Atanacio Villagra | 23 de julio     | 15:00      |            |
| Deportivo Minga Guazú | 1 - 1      | Sol del Este          | Pa'i Coronel      | 23 de julio     | 15:00      |            |
| Ciudad Nueva          | 1 - 0      | 12 de Junio           | Felipe Giménez    | 23 de julio     | 15:00      |            |
| Sol del Este          | 2 - 2      | Guaraní (Fram)        | Km 12 Monday      | 26 de julio     | 15:00      |            |
| Ciudad Nueva          | 0 - 0      | Deportivo Minga Guazú | R.I. 3 Corrales   | 26 de julio     | 15:00      |            |
| 12 de Junio           | 1 - 0      | Choré Central         | Facundo Deleón    | 26 de julio     | 19:00      |            |
| Sol del Este          | 3 - 0      | Choré Central         | Km 12 Monday      | 30 de julio     | 15:00      |            |
| Deportivo Minga Guazú | 2 - 0      | 12 de Junio           | Pa'i Coronel      | 30 de julio     | 15:00      |            |
| Guaraní (Fram)        | 2 - 1      | Ciudad Nueva          | Don Carlos Memmel | 30 de julio     | 15:00      |            |
| Choré Central         | 0 - 4      | Deportivo Minga Guazú | Atanacio Villagra | 6 de agosto     | 10:00      |            |
| Ciudad Nueva          | 1 - 4      | Sol del Este          | Felipe Giménez    | 6 de agosto     | 14:45      |            |
| 12 de Junio           | 2 - 1      | Guaraní (Fram)        | Facundo Deleón    | 6 de agosto     | 14:45      |            |
| Ciudad Nueva          | 2 - 0      | Choré Central         | R.I. 3 Corrales   | 13 de agosto    | 10:00      |            |
| Deportivo Minga Guazú | 3 - 0      | Guaraní (Fram)        | Pa'i Coronel      | 13 de agosto    | 14:30      |            |
| Sol del Este          | 1 - 0      | 12 de Junio           | Km 12 Monday      | 13 de agosto    | 14:30      |            |
| Sol del Este          | 2 - 0      | Deportivo Minga Guazú | Km 12 Monday      | 16 de agosto    | 14:45      |            |
| 12 de Junio           | 2 - 1      | Ciudad Nueva          | Facundo Deleón    | 16 de agosto    | 14:45      |            |
| Guaraní (Fram)        | 4 - 1      | Choré Central         | Don Carlos Memmel | 16 de agosto    | 14:45      |            |
| Guaraní (Fram)        | 1 - 0      | Sol del Este          | Don Carlos Memmel | 20 de agosto    | 14:00      |            |
| Choré Central         | 0 - 1      | 12 de Junio           | Atanacio Villagra | 20 de agosto    | 14:45      |            |
| Deportivo Minga Guazú | 1 - 1      | Ciudad Nueva          | Pa'i Coronel      | 20 de agosto    | 14:45      |            |
| 12 de Junio           | 2 - 1      | Deportivo Minga Guazú | Facundo Deleón    | 27 de agosto    | 14:00      |            |
| Ciudad Nueva          | 2 - 4      | Guaraní (Fram)        | Km 12 Monday      | 27 de agosto    | 14:45      |            |
| Choré Central         | 1 - 2      | Sol del Este          | Atanacio Villagra | 27 de agosto    | 14:45      |            |
| Deportivo Minga Guazú | 3 - 1      | Choré Central         | Pa'i Coronel      | 3 de septiembre | 14:00      |            |
| Sol del Este          | 2 - 2      | Ciudad Nueva          | Km 12 Monday      | 3 de septiembre | 14.45      |            |
| Guaraní (Fram)        | 1 - 2      | 12 de Junio           | Don Carlos Memmel | 3 de septiembre | 14.45      |            |

### Mejores terceros
| Pos. | Equipo             | Gr. | Pts | PJ | PG | PE | PP | GF | GC | Dif |
| 1    | Nacional de SDG    | B   | 18  | 10 | 5  | 3  | 2  | 17 | 7  | +10 |
| 2    | Sol del Este       | C   | 18  | 10 | 5  | 3  | 2  | 18 | 10 | +8  |
| 3    | Deportivo Caaguazú | A   | 17  | 10 | 5  | 2  | 3  | 14 | 10 | +4  |
| ---- | ------------------ | --- | --- | -- | -- | -- | -- | -- | -- | --- |

Clasifican los 2 mejores terceros a la siguiente ronda.

## Segunda fase
Se dividieron en 2 grupos de 4 clubes. Clasificarán los 2 mejores de cada grupo.

### Grupo A
| Pos. | Equipo              | Pts. | PJ | G | E | P | GF | GC | Dif. |  |
| ---- | ------------------- | ---- | -- | - | - | - | -- | -- | ---- |  |
| 1    | 12 de Junio         | 11   | 6  | 3 | 2 | 1 | 8  | 2  | +6   |  |
| 2    | Ovetense            | 11   | 6  | 3 | 2 | 1 | 6  | 5  | +1   |  |
| 3    | Sol del Este        | 7    | 6  | 2 | 1 | 3 | 4  | 9  | −5   |  |
| 4    | Deportivo Itapuense | 4    | 6  | 1 | 1 | 4 | 4  | 6  | −2   |  |

Actualizado a los partidos jugados el 8 de octubre de 2023.
 Fuente: APF
| SF | Clasificados a Semifinales |

| Resultados          | Resultados | Resultados          | Resultados       | Resultados       | Resultados |
| Local               | Resultado  | Visitante           | Estadio          | Día              | Hora       |
| ------------------- | ---------- | ------------------- | ---------------- | ---------------- | ---------- |
| Ovetense            | 1 - 1      | Sol del Este        | Ovetenses Unidos | 10 de septiembre | 14:45      |
| Deportivo Itapuense | 1 - 1      | 12 de Junio         | Villa Alegre     | 10 de septiembre | 14:45      |
| 12 de Junio         | 4 - 0      | Ovetense            | Facundo Deleón   | 17 de septiembre | 14:45      |
| Sol del Este        | 1 - 0      | Deportivo Itapuense | Km 12 Monday     | 17 de septiembre | 14:45      |
| Sol del Este        | 1 - 0      | 12 de Junio         | Km 12 Monday     | 24 de septiembre | 15:30      |
| Ovetense            | 1 - 0      | Deportivo Itapuense | Ovetenses Unidos | 24 de septiembre | 15:30      |
| Sol del Este        | 0 - 3      | Ovetense            | Km 12 Monday     | 1 de octubre     | 16:00      |
| 12 de Junio         | 1 - 0      | Deportivo Itapuense | Facundo Deleón   | 1 de octubre     | 19:00      |
| Ovetense            | 0 - 0      | 12 de Junio         | Ovetenses Unidos | 8 de octubre     | 16:00      |
| Deportivo Itapuense | 3 - 1      | Sol del Este        | Villa Alegre     | 8 de octubre     | 16:00      |
| Deportivo Itapuense | 0 - 1      | Ovetense            | Villa Alegre     | 15 de octubre    | 16:00      |
| 12 de Junio         | 2 - 0      | Sol del Este        | Facundo Deleón   | 15 de octubre    | 16:00      |

### Grupo B
| Pos. | Equipo                      | Pts. | PJ | G | E | P | GF | GC | Dif. |  |
| ---- | --------------------------- | ---- | -- | - | - | - | -- | -- | ---- |  |
| 1    | Patriotas FC                | 13   | 6  | 4 | 1 | 1 | 9  | 4  | +5   |  |
| 2    | Guaraní (Colonia Fram)      | 11   | 6  | 3 | 2 | 1 | 7  | 5  | +2   |  |
| 3    | Nacional (Salto del Guairá) | 5    | 6  | 1 | 2 | 3 | 5  | 9  | −4   |  |
| 4    | Salto del Guairá            | 4    | 6  | 1 | 1 | 4 | 6  | 9  | −3   |  |

Actualizado a los partidos jugados el 8 de octubre de 2023.
 Fuente: APF
| SF | Clasificados a Semifinales |

| Resultados                  | Resultados | Resultados                  | Resultados         | Resultados       | Resultados |
| Local                       | Resultado  | Visitante                   | Estadio            | Día              | Hora       |
| --------------------------- | ---------- | --------------------------- | ------------------ | ---------------- | ---------- |
| Guaraní (Fram)              | 1 - 1      | Nacional (Salto del Guairá) | Don Carlos Memmel  | 10 de septiembre | 14:45      |
| Patriotas FC                | 2 - 1      | Salto del Guairá            | Complejo Patriotas | 10 de septiembre | 14:45      |
| Salto del Guairá            | 1 - 1      | Guaraní (Fram)              | Emigdio Vallejos   | 17 de septiembre | 14:45      |
| Nacional (Salto del Guairá) | 1 - 1      | Patriotas FC                | Ary Arthur         | 17 de septiembre | 14:45      |
| Nacional (Salto del Guairá) | 1 - 0      | Salto del Guairá            | Ary Arthur         | 24 de septiembre | 15:30      |
| Guaraní (Fram)              | 1 - 2      | Patriotas FC                | Don Carlos Memmel  | 24 de septiembre | 15:30      |
| Nacional (Salto del Guairá) | 0 - 1      | Guaraní (Fram)              | Ary Arthur         | 1 de octubre     | 16:00      |
| Salto del Guairá            | 0 - 1      | Patriotas FC                | Emigdio Vallejos   | 1 de octubre     | 16:00      |
| Guaraní (Fram)              | 2 - 1      | Salto del Guairá            | Don Carlos Memmel  | 8 de octubre     | 16:00      |
| Patriotas FC                | 3 - 0      | Nacional (Salto del Guairá) | Complejo Patriotas | 8 de octubre     | 16:00      |
| Patriotas FC                | 0 - 1      | Guaraní (Fram)              | Complejo Patriotas | 15 de octubre    | 16:00      |
| Salto del Guairá            | 3 - 2      | Nacional (Salto del Guairá) | Emigdio Vallejos   | 15 de octubre    | 16:00      |

## Fase final
|  | Semifinales    | Semifinales    | Semifinales | Semifinales | Semifinales |   |             | Final       | Final | Final |  |
|  |                |                |             |             |             |   |             |             |       |       |  |
|  |                |                |             |             |             |   |             |             |       |       |  |
|  | 12 de Junio    | 12 de Junio    | 2           | 2           | 4           |   |             |             |       |       |  |
|  | 12 de Junio    | 12 de Junio    | 2           | 2           | 4           |   |             |             |       |       |  |
|  | Guaraní (Fram) | Guaraní (Fram) | 0           | 1           | 1           |   |             |             |       |       |  |
|  | Guaraní (Fram) | Guaraní (Fram) | 0           | 1           | 1           |   | 12 de Junio | 12 de Junio | 1     |       |  |
|  |                |                |             |             |             |   | 12 de Junio | 12 de Junio | 1     |       |  |
|  |                |                | Ovetense    | Ovetense    | 0           |   |             |             |       |       |  |
|  | Patriotas FC   | Patriotas FC   | Ovetense    | Ovetense    | 0           | 1 | 0           | 1           |       |       |  |
|  | Patriotas FC   | Patriotas FC   |             |             |             | 1 | 0           | 1           |       |       |  |
|  | Ovetense       | Ovetense       | 2           | 0           | 2           |   |             |             |       |       |  |
|  | Ovetense       | Ovetense       | 2           | 0           | 2           |   |             |             |       |       |  |
|  |                |                |             |             |             |   |             |             |       |       |  |

| Semifinales    | Semifinales | Semifinales    | Semifinales        | Semifinales   | Semifinales | Semifinales |
| Equipo 1       | Resultado   | Equipo 2       | Estadio            | Día           | Hora        |             |
| -------------- | ----------- | -------------- | ------------------ | ------------- | ----------- | ----------- |
| Ovetense       | 2 - 1       | Patriotas FC   | Ovetenses Unidos   | 22 de octubre | 16:00       |             |
| Guaraní (Fram) | 0 - 2       | 12 de Junio    | Don Carlos Memmel  | 22 de octubre | 16:00       |             |
| Patriotas FC   | 0 - 0       | Ovetense       | Complejo Patriotas | 28 de octubre | 16:00       |             |
| 12 de Junio    | 2 - 1       | Guaraní (Fram) | Facundo Deleón     | 28 de octubre | 16:00       |             |

| Final           | Final     | Final    | Final               | Final          | Final |
| Equipo 1        | Resultado | Equipo 2 | Estadio             | Día            | Hora  |
| --------------- | --------- | -------- | ------------------- | -------------- | ----- |
| 12 de Junio (C) | 1 - 0     | Ovetense | Luis Alfonso Giagni | 4 de noviembre | 19:30 |

## Campeón
|                              |
| Club 12 de Junio 1.er título |

## Repechaje por el ascenso
El campeón del campeonato disputará partidos de ida y vuelta contra el subcampeón de la Primera División B por un cupo de ascenso a la Segunda División.
| Ida; 22 de noviembre | 12 de Junio | 0:0     | Cristóbal Colón JAS | Estadio Defensores del Chaco, Asunción                   |                                                          |
| 19:30                |             | Reporte |                     | Árbitro(s): Carlos Paul Benítez VAR: Mario Díaz de Vivar | Árbitro(s): Carlos Paul Benítez VAR: Mario Díaz de Vivar |

| Vuelta; 26 de noviembre | Cristóbal Colón JAS                                                                | 0:0 (4:5 p.)               | 12 de Junio                                                                                      | Estadio Defensores del Chaco, Asunción               |                                                      |
| 18:00                   |                                                                                    | Reporte                    |                                                                                                  | Árbitro(s): Juan Gabriel Benítez VAR: Fernando López | Árbitro(s): Juan Gabriel Benítez VAR: Fernando López |
|                         |                                                                                    | Tiros desde el punto penal |                                                                                                  |                                                      |                                                      |
|                         | Luis Matto · Hugo Oviedo · Walter Núñez · Estiven Pérez · Diego Arias · Alex Ayala |                            | Freddy Coronel · Jesús Asta · César Ayala · Daniel Valdvinos · Marcial Núñez · Guillermo Beltrán |                                                      |                                                      |